# Аберрационное время
Аберра́ционное вре́мя — астрономический термин. Для вычисления орбит планет, их спутников и пр. необходимо учитывать время, за которое свет от объекта достигает наблюдателя. Это время и называют аберрационным. Определяется по уравнению: t (с) = 499,012*L, где L — расстояние до объекта в астрономических единицах.
Используется в вычислении орбит планет и их спутников в небесной механике.